# Purpuricenus ferrugineus
Purpuricenus ferrugineus é uma espécie de insetos coleópteros polífagos pertencente à família Cerambycidae.
A autoridade científica da espécie é Fairmaire, tendo sido descrita no ano de 1851.
Trata-se de uma espécie presente no território português.